# Business School Nederland
Business School Nederland (BSN) is een onderwijsinstelling in Buren in het westen van de provincie Gelderland. De school biedt opleidingen aan met name leidinggevenden en ondernemers op het niveau van Master of Business Administration (MBA).
Onder de gerenommeerde businessschools in Nederland valt BSN in het relatief laagste prijssegment (stand 2009). In 2012 werd BSN door het blad Management Team uitgeroepen tot beste MBA-aanbieder van Nederland.
De businessschool breidt in het buitenland uit door middel van het opzetten van regionale centra. Een van de samenwerkingspartners is de International Business School Americas Europe in Paramaribo, Suriname. In 2024 startte ze in Suriname een driejarige MBA-opleiding onder de naam Business School Netherlands.